# Teodor Prodrom
Teodor Prodrom lub Prodromos (ur. ok. 1100, zm. pom. 1156 a 1170) – bizantyński poeta i filozof.
Teodor urodził się ok. 1100 roku w ubogiej dzielnicy Konstantynopola. Z powodu nękającej go nieustannie biedy przezwał się Prodromem (Żebrakiem). W swoich wierszach często żalił się na swój los uczonego poety, niemającego za co utrzymać żony i gromady dzieci. Prodrom jest autorem większych utworów, w których wzorował się na literaturze antycznej: parodii Wojna kota z myszą, dialogu Przyjaźń na wygnaniu, satyr Na lubieżną staruchę i Na starego brodacza, poematu dydaktycznego Utwór astrologiczny oraz Wierszy na 12 miesięcy. Osobne miejsce w twórczości poety zajmuje obszerny zbiór epigramatów dworskich, okolicznościowych, religijnych, rzadziej dotyczących codziennego życia czy nagrobkowych. Prodrom pisał też prozą dialogi satyryczne, wzorowane na Lukianie z Samosat. Spod jego pióra wyszły: Amaranthos, czyli miłość starca, Wyprzedaż życiorysów poetów i mieszczan, Do cezara Bryenniosa o kolorze zielonym. Utworem Dosikles i Rodante Prodrom przyczynił się też do odrodzenia w Bizancjum antycznego romansu sofistycznego. Choć przede wszystkim klasycysta, tworzył też poezje w języku ludowym. Żalił się w nich na swą biedę i wymieniał przedmioty, które chciałby posiadać. Prodrom pozostawił też po sobie kilka traktatów filozoficznych: komentarz do drugiej księgi Analityk wtórych Arystotelesa, traktacik O „Wielkim” i „Małym” i platoński w stylu dialog Xenedemos, albo Orzeczniki.

## Życie
Teodor urodził się na przełomie XI i XII wieku w ubogiej dzielnicy Konstantynopola. Jego rodzice zapewnili mu najprawdopodobniej możliwość ukończenia szkoły parafialnej. Następny etap edukacji, obejmujący naukę gramatyki, retoryki, dialektyki, astronomii, muzyki i filozofii, ukończył zapewne usługując uczniom z bogatszych rodzin, za co można było uzyskać strawę, od czasu do czasu ubranie i możliwość kształcenia się. Jest wątpliwe, by udało mu się podjąć studia uniwersyteckie. W swoich utworach, które są głównym źródłem do poznania jego biografii, wymienia jako swoich nauczycieli raz swojego dziadka i wuja, innym razem Stefana Skylitzesa, metropolitę Trebizondy, i Michała Italikosa, metropolitę Filipopola. Ukończywszy naukę, podjął Teodor starania o uzyskanie pracy. Nie był przygotowany do żadnej pracy fizycznej, miał też bardzo wysokie mniemanie o własnym talencie, co skłoniło go do zabiegania przez lata o poparcie któregoś z możnowładców. Przez szereg lat pomiędzy 1125 a 1140 rokiem zasypywał różne wysoko postawione osoby utworami sławiącymi ich rozum, pochodzenie, narodziny ich dzieci, opłakującymi ich choroby czy zgony krewnych, a zawsze ubolewając nad własnym losem i polecając się pamięci z nadzieją na jakąś synekurę. Zwątpiwszy w pewnym momencie w skuteczność swoich zabiegów ,Prodrom wstąpił do klasztoru. Pobyt w klasztorze nie odmienił jednak jego sytuacji życiowej i po sześciu miesiącach twórca porzucił życie zakonne.
Aby utrzymać się przy życiu, imał się różnych zajęć: wynajmował się do prostych prac fizycznych, do ciągnięcia wózków, pracy na budowie, rozwożenia śmietany, przeszukiwał śmietniki lub przebrany za pielgrzyma wędrował po mieście za jałmużną lub strawą. Wierząc w swój talent, nadal pisał poezje, zmienił jednak taktykę, nie pochlebiał, ale starał się zabawiać lub wzruszać. W wierszach swych nadal jednak prosi o pomoc, ujawniając swą nędzę, tarapaty, a nawet najbardziej osobiste strony życia. W tym bowiem czasie ożenił się. W swoich wierszach pisze o rozczarowaniu posagiem żony i jej trudnym charakterem. Rozgoryczona utratą lepszego statutsu materialnego i niezrealizowanymi nadziejami na awans męża, żona krzyczała na całą ulicę, wypominając mu, że przed ślubem nie miał nawet łóżka, że ośmielił się poślubić pannę z dobrego domu. Nie dawała mu obiadu, jeśli się spóźnił, a śniadania, gdy zaspał. Nie mógł się jej nawet przeciwstawić, gdyż była od niego silniejsza. Co za życie – żalił się – i na cóż mi było tyle się uczyć? Czemu rodzice łudzili mnie i siebie, że nauka prowadzi na cesarskie pokoje? Czemu nie zostałem lepiej szewcem, złotnikiem czy rymarzem?.
Po latach starań uśmiechnęło się do niego  szczęście. Jego wiersze spodobały się sebastokratorissie Irenie, żonie Andronika Komnena, brata cesarza Manuela I Komnena. Został zaliczony w poczet jej dworzan, być może pozostawił wówczas żonę i dzieci, o których odtąd w swych wierszach już nie wspomina. Dobrze odziany i nakarmiony sławił odtąd swą dobrodziejkę, jej własne zalety, zdolności jej synów, urodę córek. Po kilku latach wskutek intryg Irena została aresztowana i skazana na wygnanie do Bułgarii. Teodor należał do nielicznej świty dworzan, którzy zdecydowali się towarzyszyć jej na wygnaniu. W swoich utworach z tego czasu skarży się na dzikość kraju i jego surowy klimat i z rozrzewnieniem wspomina uroki Konstantynopola. Po pewnym czasie pozwolono sebastokratorissie wraz z jej sługami zamieszkać w klasztorze Pantokratoros. W 1152 roku, po kilku latach wygnania Teodor powrócił do Konstantynopola. Przyszło mu to tym łatwiej, że i jego protektorka – dzięki zabiegom synów – miała wszelkie widoki na odzyskanie swej dawnej pozycji. Prawdopodobnie nadal korzystał z jej poparcia.
Pod koniec życia jego marzeniem stało się uzyskanie miejsca w przytułku dla starców. Po czterech latach zabiegów w 1156 roku dostał się do przytułku przy klasztorze świętego Jerzego. Spędził tam ostatnie lata życia. Wedle innej koncepcji zakończył życie jako mnich pod imieniem Mikołaja. Jako datę jego śmierci podaje się lata 1156-1158, rok 1166 lub 1170. Niektórzy uczeni przyjmują, że pod imieniem Teodora Prodroma kryje się kilku różnych autorów.

## Twórczość literacka

### Utwory satyryczne
W swojej twórczości Prodrom chętnie sięga do tekstów i gatunków klasycznych i na nich się wzoruje. W Wojnie kota z myszą (Katomyomachía), ujętej w 384 wersy trymetryczne, parodiuje, uznawaną za Homerową, Wojnę żab z myszami. W utworze pojawiają się król myszy Krejllos, jego żona Tyrokleptes (Kradnąca ser), herold, poseł i chór służek mysich. Król wzywa swych poddanych do walki z odwiecznym wrogiem wszystkich myszy, kotem, który sprawia im kolejną rzeź, ginie jednak pod spadającą z powały belką. Myszy triumfują.
Temperament poetycki Prodroma sprawia, że równie dobrze czuje się w satyrze. W utworze Na lubieżną staruchę (Katá philopornu graos), liczącym sobie 102 wersy, poeta drwi sobie z wad kobiety w pewnym wieku. Bezlitosny czas pozostawił jej dwa zęby i niemało uczucia. Nawet Cerber, strzegący bram Hadesu, prędzej połamie sobie na niej zęby, niż zrobi jej cokolwiek. W liczącej sobie również 102 wersy trymetryczne satyrze Na starego brodacza (Katá makrogenéju gérontos) radzi poeta swemu bohaterowi, by, jeśli chce odzyskać młodość, zgolił brodę. Wiersze wyrażające żal z natrząsania się ze zdrowego rozsądku (Schtliastikoj epí te atimía tu logu) dają wyraz zniechęceniu poety, który uznaje, że jego wiedza literacka i naukowa na nic się nie przydają, zamierza je zatem porzucić.

### Poematy dydaktyczne
Oprócz satyrycznej Prodrom uprawiał też twórczość dydaktyczną. Spod jego pióra wyszedł między innymi liczący 593 wersy polityczne Utwór astrologiczny (Stíchoj), zadedykowany jego opiekunce sebastokratorissie Irenie. Omawia on znaczenie planet i ich wpływ na życie ludzkie. W Wierszach na dwanaście miesięcy (Stíchoj ejs tus dódeka ménes), będących rodzajem ilustrowanego kalendarza, omawia dwanaście miesięcy kalendarzowych, dając swym czytelnikom porady gospodarskie, myśliwskie i prognozy pogody. W wierszu Na obraz życia (Ejs ejkonsiménon ton bíon) przedstawia życie ludzkie w alegorycznej, skrzydlatej postaci z kółkami i skrzydłami u stóp.

### Dialogi
Innym chętnie uprawianym przez Prodroma klasycznym gatunkiem literackim był dialog. W pisanym trymetrem jambicznym dialogu Przyjaźń  na wygnaniu (Apodémos philía) Cudzoziemiec (Ksénos) rozmawia z Przyjaźnią (Philía) o  roli przyjaźni w ludzkim życiu i o jej głównych wrogach: głupocie i nienawiści.
W dialogach prozatorskich Prodrom wzorował się na sofiście Lucjanie z Samosat. W Amarantosie, czyli miłości starca  (Amarantos e gérontos érotes) lekarz, gramatyk, komediopisarz i Arystobul rozprawiają na temat, czy bogaty starzec powinien brać sobie za żonę młodą dziewczynę. Wyprzedaż życiorysów poetów  i mieszczan (Bíon prásis pojetikón kaj politikón) przedstawia publiczną wyprzedaż życiorysów Homera, Arystofanesa i Hipokratesa przez Zeusa, który korzysta z pomocy Hermesa. Dialog toczy się pomiędzy kupującymi biografie a bogami. W Do cezara Nicefora Bryenniosa, czyli o barwie zielonej (Ejs ton kájsara e hypér prasínon) Prodrom wychwala zieleń, twierdząc, że kolory zielony i czerwony są ładniejsze od białego i niebieskiego. W Nieuku, czyli nauczycielu języka i literatury (Amathés e pará heauto grammatikos) atakuje nieuctwo i ignorancję nauczyciela literatury.

### Romans poetycki
Zainteresowanie Prodroma drugą sofistyką doprowadziło go do odnowienia romansu sofistycznego, gatunku literackiego popularnego wśród Greków II i III wieku. Romans Prodroma, liczący sobie 4614 wersów trymetrycznych, nosi tytuł „Rodante i Dosikles (Ta katá Rhodántu kaj Dosikléa)”. Dosikles z Abydos, główny bohater opowieści, porywa, korzystając z pomocy przyjaciół, Rodante. Na Rodos zakochani wpadają w ręce zbójców, którzy sprzedają Rodante w niewolę Cypryjczykom. Dosikles ma zostać złożony w ofierze bogom. Oboje zakochanych ratuje z opresji interwencja ich ojców, którzy z polecenia wyroczni delfickiej udają się na Cypr i tam uwalniają swoje dzieci. Utwór kończy huczne wesele w rodzinnym Abydos.
Motyw do swego romansu zaczerpnął Prodrom z Historii etiopskich Heliodora, pochodzących z III wieku. Akcję swego utworu umieścił jednak w atmosferze bajek orientalnych. Romans Prodroma naśladował Nicetas Eugenian, który uczcił swego mistrza osobną monodią.

### Epigramy i drobne utwory okolicznościowe
Prodrom był autorem ogromnej liczby epigramów. Zwracał się w nich do cesarza, jego żony, książąt i dygnitarzy dworskich, zabiegając o protekcję z ich strony. Pisał też epigramy o treści religijnej. Były to najczęściej krótkie, czterowierszowe utwory o tematyce wziętej z Księgi Rodzaju, Ksiąg królewskich i Ewangelii. Mniej liczne są w twórczości Prodroma epigramy o tematyce świeckiej, na ogół błahej, jak epigram na Machaona, który, sam już zaawansowany wiekiem, poślubił młodą dziewczynę, jak epigram na sygnet, na parę zakochanych, na trupa wyrzuconego przez morze. Prodrom jest też autorem licznych epigramów nagrobkowych, często mających formę dialogu między przechodniem a grobowcem.
Znaczące miejsce w twórczości poety zajmują pisma okolicznościowe. Prodrom jest, między innymi, autorem utworów na ślub i pogrzeb cesarzowej Ireny, żony Jana II Komnena, na śmierć męża jego chlebodawczyni, sebastokratora Andronika, na most w Abydos, wzniesiony przez cesarza Manuela I Komnena, na uroczystości weselne cesarza Manuela I z niemiecką księżniczką Bertą von Sulzbach (1146 r.). Jest też twórcą hymnów kościelnych na najważniejsze święta roku liturgicznego, na 12 świąt ku czci Chrystusa, na Ojców Kościoła. Zachował się także opracowany przez Prodroma Żywot Melecjusza Młodszego, cudotwórcy i ascety żyjącego w drugiej połowie XI wieku.

### Twórczość w języku ludowym
Klasycysta Prodrom pisał też wiersze w języku ludowym, pełne dowcipu, sarkazmu i wisielczego humoru. Adresował je do wysokich osobistości dworu cesarskiego. W wierszu poświęconym cesarzowi Janowi II, liczącemu sobie 274 wersy, żali się na utrapienia, jakich przysparza mu jego żona, i na braki w gospodarstwie domowym. W liczącym 117 wersów poemaciku zadedykowanym sebastokratorowi Andronikowi wylicza rzeczy, których już nie ma albo nigdy nie miał. W dłuższym, bo liczącym aż 655 wersów utworze Oskarżenie dwóch opatów (Katá heguménon), zadedykowanym cesarzowi Manuelowi I, opisuje swoje przeżycia w klasztorze, do którego wstąpił, przyjąwszy imię Hilariona. Skarży się na dwóch hegumenów, ojca i syna, którzy gnębili go bardzo, nakładając na niego coraz nowe prace, nie dając mu jeść, zabraniając kąpieli i wciąż gderając. Poeta prosi cesarza o wstawiennictwo u nieludzkich przełożonych klasztoru.

## Twórczość filozoficzna
Twórczość filozoficzna Prodroma koncentruje się na logice. W komentarzu do drugiej księgi Analityk wtórych Arystotelesa Prodrom krytykuje jego eliptyczny styl i próbuje oczyścić tekst Arystotelesa z późniejszych dodatków. We wstępie do swego komentarza Prodrom pisze, że podjął się tak trudnego zadania, nie aby krytykować już istniejące komentarze, lecz by spróbować swych sił. Przynajmniej w jednym miejscu jednak krytykuje Eustracjusza z Nicei, na którego komentarzu przeważnie się opiera. Jest bardzo prawdopodobne, że o napisanie komentarza poprosili Prodroma jego literaccy przyjaciele Stefan Skylitzes i Michał Italik.
Prodrom jest też autorem innego napisanego na prośbę Michała Italika, znacznie krótszego traktatu, zatytułowanego O Wielkim i Małym. Udowadnia w nim, że „wielkie” i „małe” nie są, jak utrzymuje Arystoteles w rozdziale szóstym Kategorii, stosunkami, ale wielkościami; przy pomocy sześciu argumentów wywodzi ponadto przeciw Arystotelesowi, że są przeciwieństwami. Prodrom jest też autorem dialogu łączącego platońską metodę elenktyczną z satyrą lukianowską Xenedemos, albo Orzeczniki. Ukazuje w nim trudności, jakie ze względów językowych rodzi doktryna Porfiriusza zawarta w Isagodze.
W porównaniu z komentatorami poprzedniego pokolenia, Eustracjuszem czy Michałem z Efezu, Prodrom powraca do klasycznych zagadnień filozofii bizantyńskiej: Organonu i Isagogi Porfiriusza. Szeroka kultura klasyczna, krytyka antycznych autorytetów i elegancki styl zapewniły mu jednak trwałe miejsce w filozoficznym dziele Bizancjum.